# Litiges relatifs au changement climatique
Le litige en matière de changement climatique, également connu sous le nom de litige climatique, est un corps émergent du droit environnemental qui utilise la pratique juridique et les précédents pour faire avancer les efforts d'atténuation du changement climatique des institutions publiques, telles que les gouvernements et les entreprises. Face à la lenteur des politiques qui retardent l'atténuation du changement climatique, les activistes et les avocats ont multiplié les efforts pour utiliser les systèmes judiciaires nationaux et internationaux afin de faire progresser cet effort.
Depuis le début des années 2000, les évolutions de la législation ont renforcé le cadre juridique de la lutte contre le changement climatique, et un nombre croissant d'affaires judiciaires ont développé un corpus juridique international reliant l'action climatique à des combats juridiques, liés au droit constitutionnel, au droit administratif, au droit privé, au droit de la protection des consommateurs ou aux droits de l'homme. Bon nombre des affaires et des approches réussies se sont concentrées sur l'avancement des besoins de la justice climatique et du mouvement climatique des jeunes.
Après la décision de 2019 dans l'affaire État des Pays-Bas V. Urgenda Fondation, qui a donné des exigences contraignantes pour l’État des Pays-Bas pour faire face au changement climatique, a conduit une tendance croissante de plaintes activistes menées avec succès dans les tribunaux mondiaux,,. 2019 a vu une forte augmentation des actions, et en février 2020, Norton Rose Fulbright a publié une revue identifiant plus de 1400 cas dans 33 pays. Les États-Unis totalisent le plus grand nombre de ces recours en justice, avec plus de 1000 affaires en cours d'audition au début 2020.

## Types d'action
Les litiges climatiques portent généralement sur l'un des cinq types de revendications juridiques suivants :
- Droit constitutionnel axé sur les violations des droits constitutionnels par l'État.
- Droit administratif contestation du bien-fondé de la prise de décision administrative dans le cadre des lois en vigueur, comme l'octroi d'autorisations pour des projets à fortes émissions de gaz à effet de serre.
- Droit privé contestation de sociétés ou d'autres organisations pour négligence, nuisance, intrusion, confiance publique et enrichissement sans cause.
- La fraude ou la protection des consommateurs : en général, il s'agit de mettre en cause des entreprises pour avoir présenté de manière inexacte des informations sur les impacts climatiques.
- Droits de l'homme : prétendre que l'absence d'action sur le changement climatique ne protège pas les droits de l'homme.

## Par pays

### Australie
En février 2020, l'Australie avait le deuxième plus grand nombre d'affaires de justice climatique en cours dans le monde, avec près de 200 affaires.

### Allemagne
En 2021, la Cour constitutionnelle suprême d'Allemagne a jugé que les mesures de protection du climat prises par le gouvernement étaient insuffisantes pour protéger les  générations futures et que le gouvernement avait jusqu'à la fin de 2022 pour améliorer sa loi sur la protection du climat.

### République d'Irlande
En 2020, Friends of the Irish Environment a remporté un procès historique contre le gouvernement irlandais pour ne pas avoir pris suffisamment de mesures pour faire face à la crise climatique et écologique. La cour suprême irlandaise a jugé que le plan national d'atténuation de 2017 du gouvernement irlandais était inadéquat, précisant qu'il ne fournissait pas assez de détails sur la manière dont il réduirait les émissions de gaz à effet de serre.

### Pays-Bas

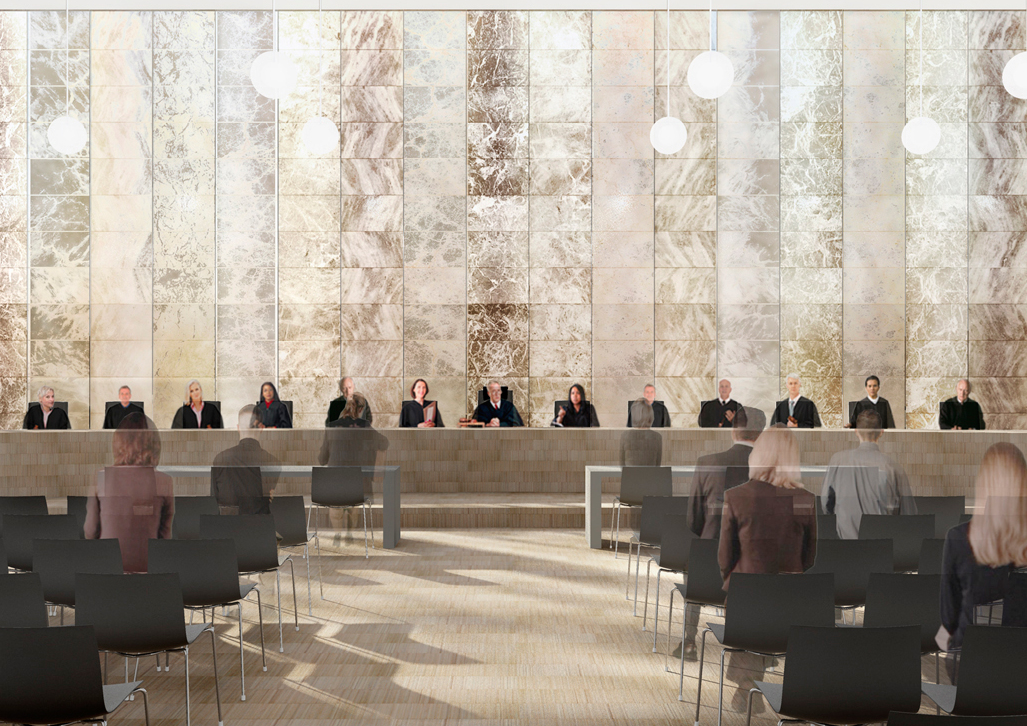
In 2019, the Supreme Court of the Netherlands confirmed that the government must cut carbon dioxide emissions, as climate change threatens human health.

Les Pays-Bas s'étaient engagés à réduire leurs émissions de dioxyde de carbone de 49 % d'ici 2030 par rapport aux niveaux de 1990, avec divers objectifs intermédiaires. Cependant, l'Agence néerlandaise d'évaluation de l'environnement a déterminé que le pays manquerait ses objectifs pour 2020.
En 2013, la Fondation Urgenda, avec 900 co-plaignants, a déposé plainte contre le gouvernement des Pays-bas pour ne pas avoir pris de mesures suffisantes pour réduire les émissions de gaz à effet de serre qui causent un changement climatique dangereux[réf. nécessaire].
En 2015, le tribunal du district de la Haye a jugé que le gouvernement des Pays-Bas devait faire davantage pour réduire les émissions de gaz à effet de serre afin de protéger ses citoyens du changement climatique (affaire climatique Urgenda),. Le jugement fut décrit comme « établissant un précédent »  et comme le premier procès en responsabilité climatique au monde.
Selon James Thornton, directeur général de l'ONG ClientEarth, « le plus remarquable, c'est qu'il se fonde essentiellement sur une science établie et sur le principe ancien du devoir de diligence d'un gouvernement. Ce raisonnement est applicable dans tout système juridique et sera certainement utilisé par les tribunaux d'autres pays »,. En 2018, une cour d'appel de la Haye a confirmé le jugement qui fait jurisprudence et qui oblige le gouvernement néerlandais à intensifier ses efforts pour réduire les émissions de gaz à effet de serre aux Pays-bas.
En décembre 2019, la Cour suprême des Pays-Bas a confirmé le jugement en appel. Affirmant ainsi que le gouvernement doit réduire les émissions de dioxyde de carbone de 25 % par rapport aux niveaux de 1990 d'ici à la fin de 2020, au motif que le changement climatique constitue un risque pour la santé humaine,.

### Royaume-Uni
En décembre 2020, les trois citoyens britanniques Marina Tricks, Adetola Onamade et Jerry Amokwando, ainsi que l'organisation caritative Plan B, ont annoncé qu'ils intentaient une action en justice contre le gouvernement britannique pour ne pas avoir pris de mesures suffisantes pour faire face à la crise climatique et écologique,. Les plaignants ont annoncé qu'ils allégueraient que le financement continu des combustibles fossiles par le gouvernement, tant au Royaume-Uni que dans d'autres pays, constitue une violation de leurs droits à la vie et à la vie familiale, ainsi qu'une violation de l'Accord de Paris et de la loi britannique de 2008 sur le changement climatique.

### États-Unis
En février 2020, les États-unis étaient le pays qui comptait le plus grand nombre d'affaires en cours, avec plus de 1 000 affaires dans le système judiciaire, par exemple Connecticut v. ExxonMobil Corp. (en) et Massachusetts v. Environmental Protection Agency (en).

#### Massachusetts v. Environmental Protection Agency
L'un des premiers litiges marquants en matière de changement climatique a été l'affaire Massachusetts v. Environmental Protection Agency, tranchée par la Cour suprême des États-Unis en 2007. Le procès a été intenté par plusieurs Etats américains contre l'Environmental Protection Agency (EPA, agence de protection de l'environnement) après que celle-ci ait refusé de réglementer les émissions de dioxyde de carbone et autres gaz à effet de serre dans le cadre de son devoir en vertu du Clean Air Act (CAA, loi sur la qualité de l'air) en 2003.
L'EPA avait fait valoir que son autorité en vertu du Clean Air Act consistait à réglementer les polluants atmosphériques, dont le dioxyde de carbone et les autres gaz à effet de serre ne faisaient pas partie, et qu'elle ne pouvait donc pas appliquer de réglementation. Les États, comme le Massachusetts, ont fait valoir que ces émissions pouvaient entraîner des dommages liés au changement climatique dans leurs États, par exemple en raison de l'élévation du niveau des océans, et qu'elles devraient donc être considérées comme nocives au sens de la CAA et relever de la compétence de l'EPA. Si l'EPA a d'abord eu gain de cause auprès de la cour d'appel, la Cour suprême des États-Unis, dans une décision à 5 contre 4, a donné raison aux États, estimant qu'il avait été démontré que le dioxyde de carbone et les autres gaz à effet de serre étaient nocifs et a demandé à l'EPA de les réglementer.

#### Juliana vs États-Unis
En 2015, un certain nombre de jeunes Américains, représentés par Our Children's Trust (en), ont intenté une action en justice contre le gouvernement des États-Unis, affirmant que leur vie future serait compromise en raison de l'inactivité du gouvernement en matière d'atténuation du changement climatique. Alors que des poursuites similaires avaient été déposées et rejetées par les tribunaux pour de nombreuses raisons, Juliana v. États-Unis a gagné en popularité lorsqu'une juge de district, Ann Aiken, a statué que l'affaire avait lieu de se poursuivre, et qu'un système climatique capable de soutenir la vie humaine était un droit fondamental en vertu de la Constitution des États-Unis. Le gouvernement des États-Unis a depuis tenté de rejeter l'affaire par le biais de diverses contestations de conclusions d'Aiken, mais leur issue reste à déterminer par les actions en justice en cours.

#### Held v. State of Montana Youth Plaintiffs
Le 14 Août 2023, dans l'affaire Held vs. State of Montana, la juge Kathy Seeley de la cour du Montana a donné un verdict en faveur des 16 plaignants, déclarant que l'état du Montana violait les droits constitutionnels des jeunes (égalité de protection, dignité, liberté, santé, sécurité et accès aux ressources naturelles, tous dépendant d'un environnement sain et propre) et a déclaré anticonstitutionnelles les lois du Montana qui font la promotion des énergies fossiles et ignorent le changement climatique.

### Cour européenne des droits de l'homme
En septembre 2019, un groupe de six enfants et jeunes adultes du Portugal a déposé une plainte auprès de la Cour européenne des droits de l'homme. Soutenus par l'ONG britannique Global Legal Action Network, ils affirment que des mesures climatiques plus strictes sont nécessaires pour préserver leur futur bien-être physique et mental. La cour a demandé à 33 gouvernements européens d'expliquer, d'ici février 2021, si leur incapacité à lutter contre le réchauffement de la planète viole l'article 3 de la Convention européenne des droits de l'homme.

### Cour Internationale de Justice
Le 29 mars 2023, l'Assemblée Générale des Nations Unies adopte la résolution 77/276, demandant à la Cour internationale de justice (CIJ) de rendre un avis consultatif clarifiant les obligations légales des États en matière de réponse à la crise climatique et précisant les conséquences auxquelles les pays devraient faire face en cas de non-respect de ces obligations,. En juillet 2025, la CIJ rend son avis consultatif, concluant à l'unanimité que les États ont des obligations légales de lutter contre le réchauffement non seulement en vertu des conventions internationales sur le climat, mais aussi du droit international coutumier, de certains traités environnementaux connexes et du droit international relatif aux droits de l’homme. La CIJ conclut également à l'unanimité qu'un État manquant à ces obligations peut être obligé légalement à mettre fin à son comportement dommageable, à fournir des assurances de non-répétition d'un tel comportement, voire, dans certains cas, à offrir des réparations aux pays affectés par le réchauffement,.

### Autres
Après la décision historique des Pays-bas en 2015, plusieurs groupes d'autres pays ont tenté une même approche judiciaire,,. Par exemple, certains groupes ont saisi la justice afin de protéger les personnes du changement climatique en Belgique, en Inde, en Nouvelle-Zélande, en Norvège, en Afrique du sud ou en Suisse.